# Sony Mavica

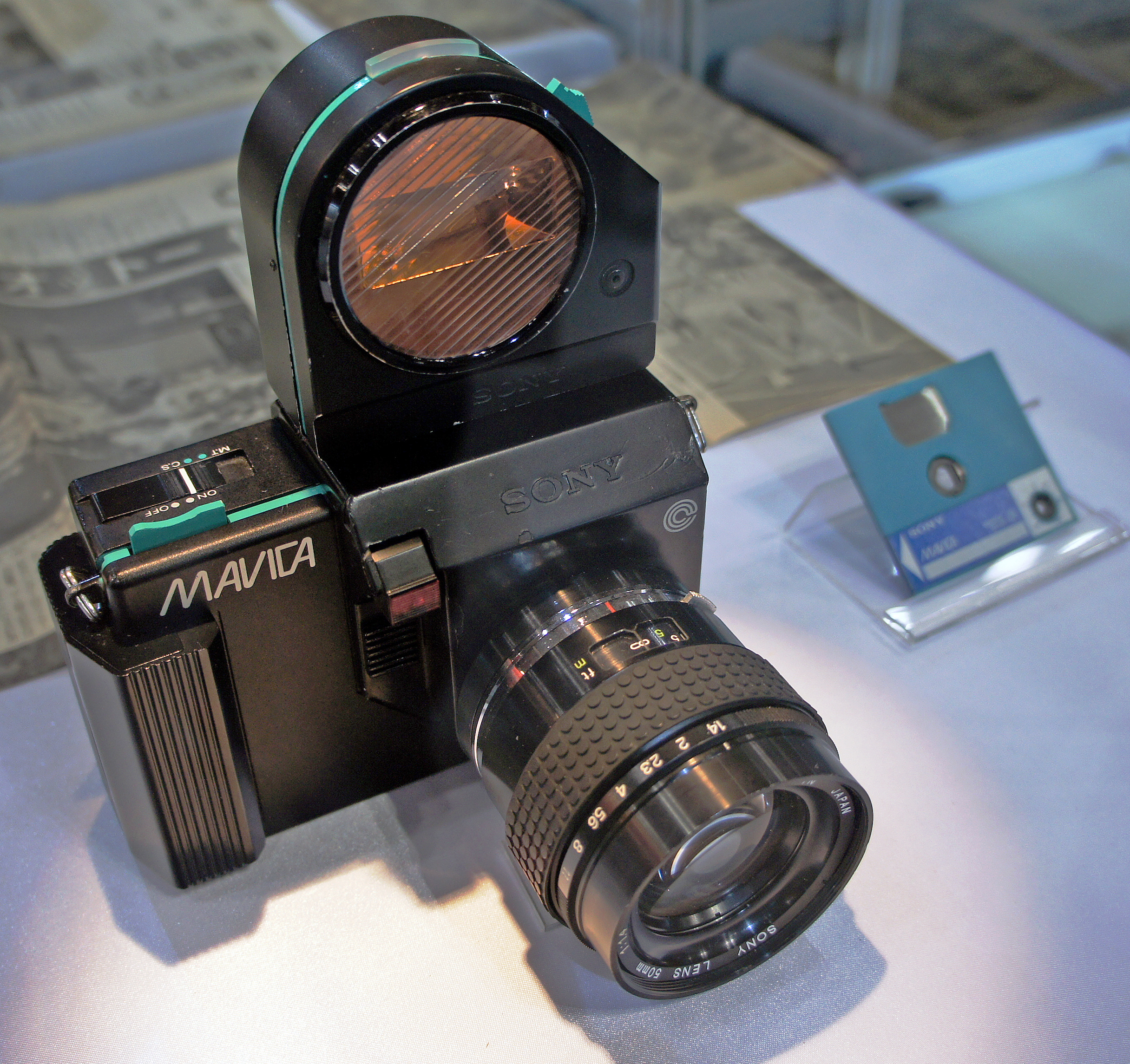
Sony Mavica (1981), la primera cámara foto-vídeo de la historia.

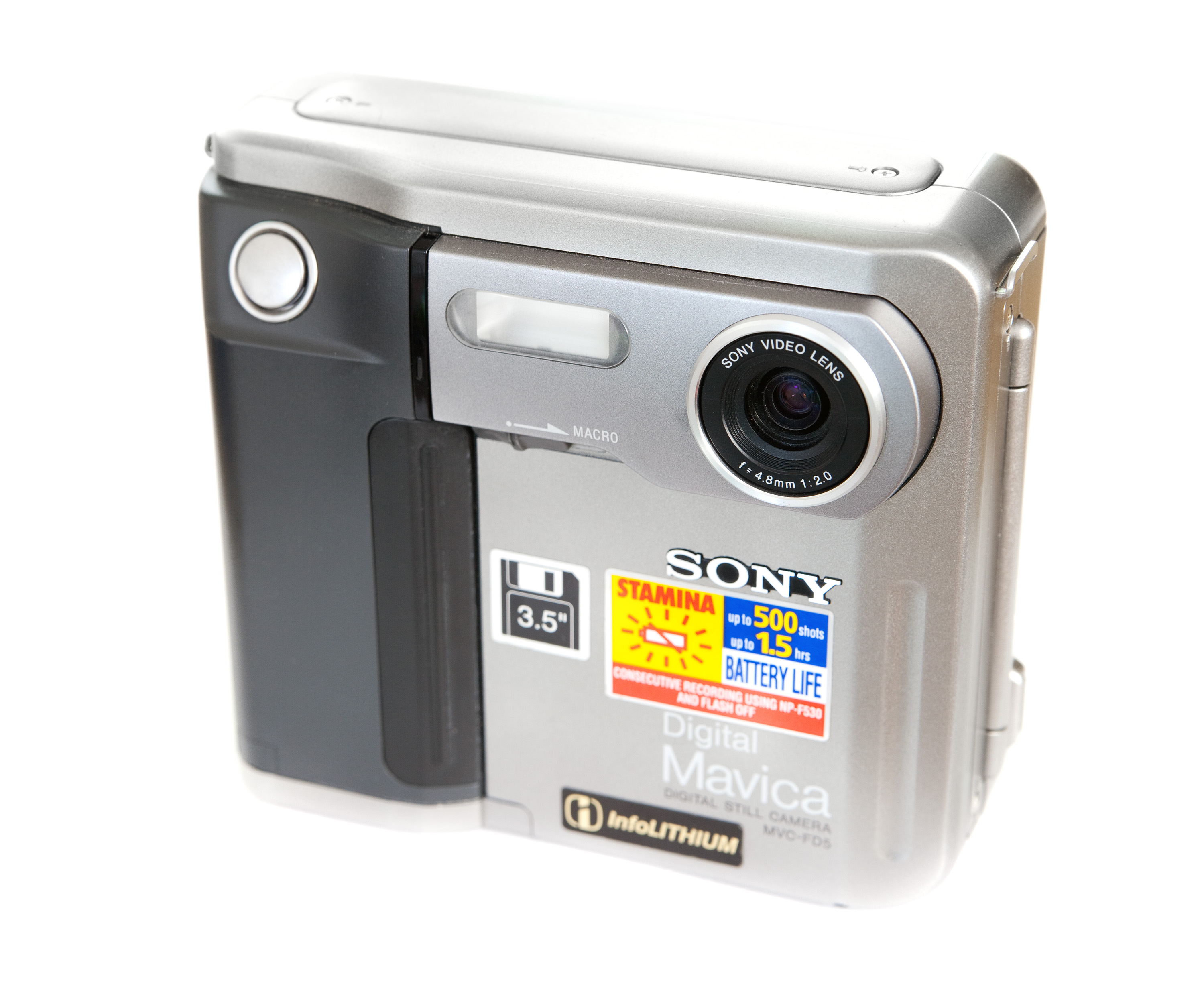
Sony Digital Mavica MVC-FD5 (1997), la primera cámara digital de la serie Mavica.

Mavica (Magnetic Video Camera) era un modelo de cámaras de Sony que usaba discos extraíbles como el principal medio de grabación. En agosto de 1981, Sony dio a conocer un prototipo de Sony Mavica como la primera cámara fija electrónica del mundo.
Al igual que con todas las cámaras de Mavica hasta principios de la década de 1990 (incluidos los modelos posteriores vendidos comercialmente), este primer modelo no era digital. Su sensor CCD produjo una señal de video analógica en formato NTSC con una resolución de 570 × 490 píxeles. Los discos Mavipak 2.0 (más tarde adoptados en toda la industria como el Video Floppy y etiquetados como "VF") se usaron para escribir 50 fotogramas en pistas en el disco. Las imágenes se vieron en una pantalla de televisión. pionero de la era digital ".
A fines de la década de 1990 y principios de la de 2000, Sony reutilizó el nombre de Mavica para varias cámaras digitales (en vez de analógicas) que usaban un disquete estándar de 3,5 "o un CD-R de 8 cm para su almacenamiento.

## Modelos analógicos Mavica originales
El MAVICA original inédito, así como los posteriores ProMavica MVC-5000 y MVC-7000 se diseñaron como sistemas reflejos de lente única con lentes intercambiables. Al menos, el ProMavica MVC-7000 también presentaba adaptadores de montura de lente para objetivos Nikon y Canon. El formato VF pronto se convirtió en el formato Hi-VF compatible con versiones anteriores, compatible con los modelos ProMavica MVC-7000 y Hi-Band Mavica.

## Línea Digital Mavica

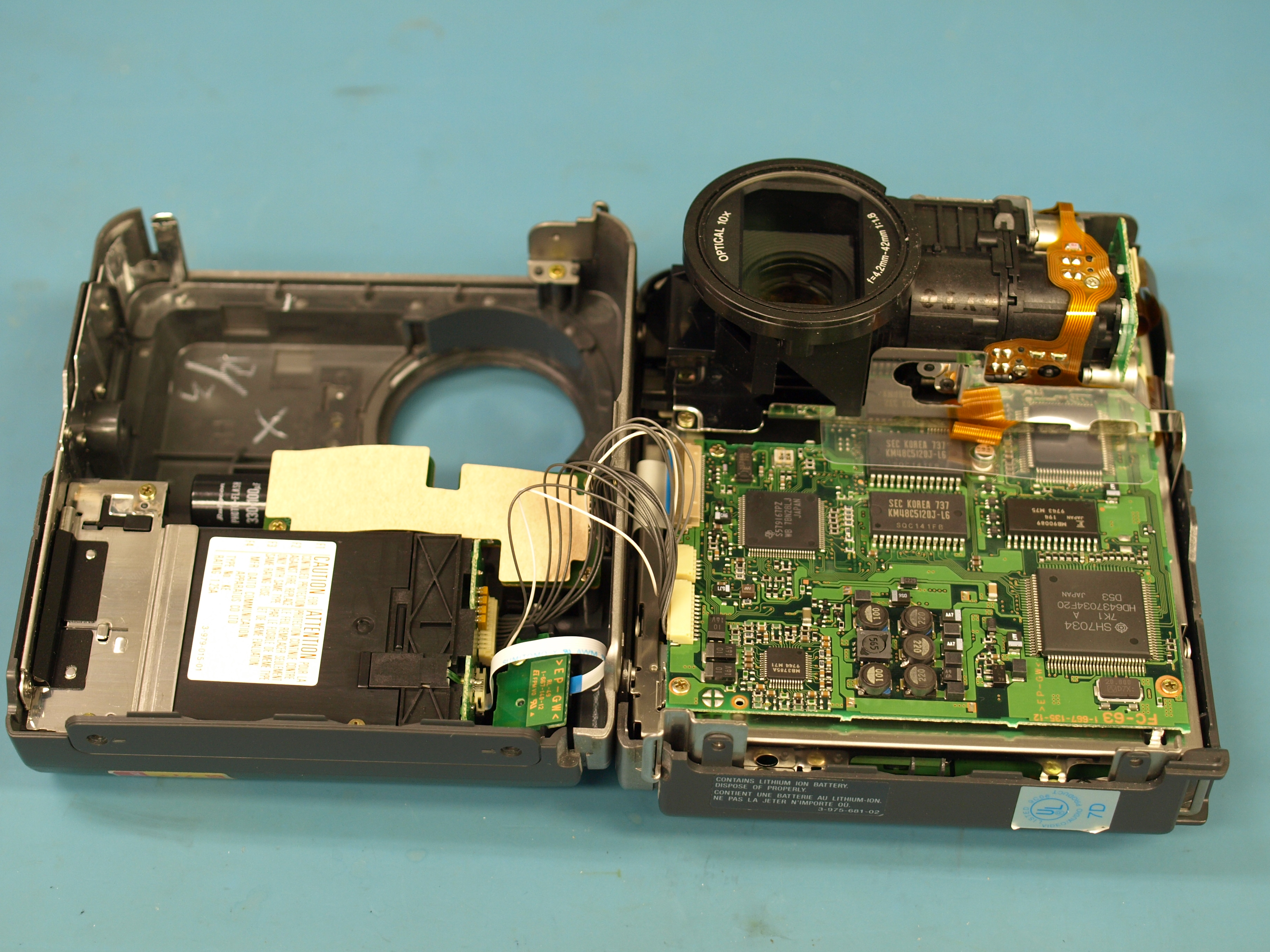
Dentro de la cámara digital Sony Mavica MVC-FD7 de 1997

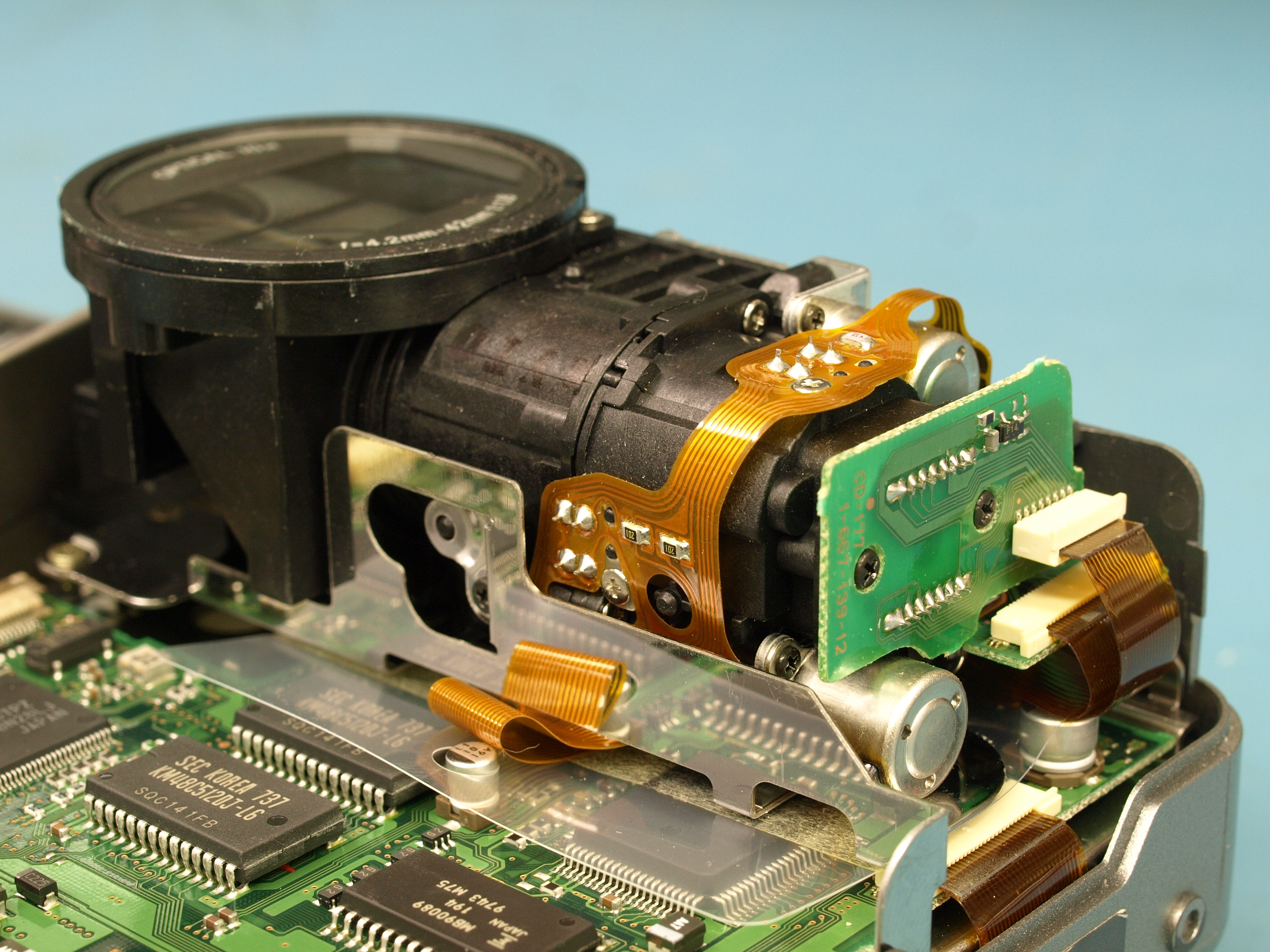
Ensamblaje de la lente Sony Mavica MVC-FD7 x10. El sensor de 0.3M píxeles está en la PCB derecha. Desde 1997

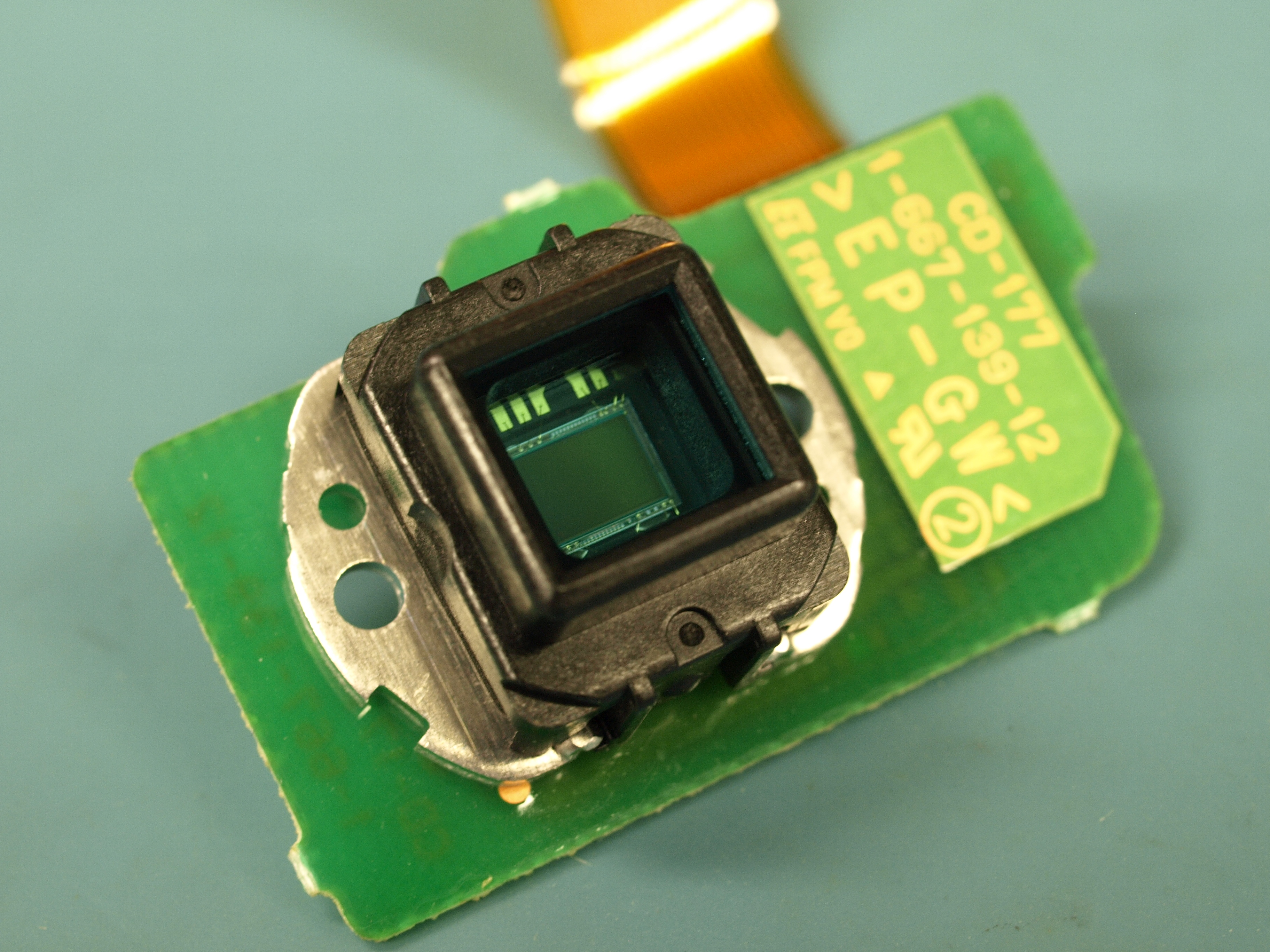
El sensor de 0,3 M píxeles 640x480 utilizado en la cámara digital Sony Mavica MVC-FD7 desde 1997

Desde finales de la década de 1990, Sony lanzó una serie de cámaras basadas en tecnología digital (en lugar de analógica) bajo las marcas "Digital Mavica", "FD Mavica" y "CD Mavica".
Los primeros de estos modelos digitales grabados en 3.5 "1.4 MiB 2HD disquetes en formato DOS FAT12 legible por computadora, una característica que los hizo muy populares en el mercado de América del Norte. Con la evolución de la resolución de la cámara digital de consumo (megapíxeles), el advenimiento de la interfaz USB y el aumento de los medios de almacenamiento de alta capacidad, Mavicas comenzó a ofrecer otras alternativas para grabar imágenes: el disco flexible (FD) Mavicas comenzó a ser compatible con Memory Stick (inicialmente a través de un adaptador Memory Stick, pero finalmente a través de una ranura para Memory Stick dedicada) y una nueva serie de CD Mavica, que usaba medios CD-R/CD-RW de 8 cm, se lanzó en 2000.
La primera Mavica basada en CD (MVC-CD1000), notable también por su zoom óptico de 10 ×, solo podía escribir en discos CD-R, pero podía usar su interfaz USB para leer imágenes de CD no finalizados (CD con datos incompletos sesiones). Los modelos posteriores son más compactos, con un zoom óptico reducido, y pueden escribir en discos CD-RW.
Un par de modelos se formaron con un único componente reflejo de lente combinado con una lente intercambiable. Y para darles flexibilidad, una o dos versiones también tenían adaptadores de montaje de lentes.

## Más tarde cámaras digitales Sony
La línea Mavica ha sido descontinuada. Sony continúa produciendo cámaras digitales en las series Cyber-shot y Alpha, que usan Memory Stick y otras tecnologías de tarjetas flash para almacenamiento.

## Modelos Mavica

### Cámaras de video fijas con almacenamiento en disquete de video de 2.0 "

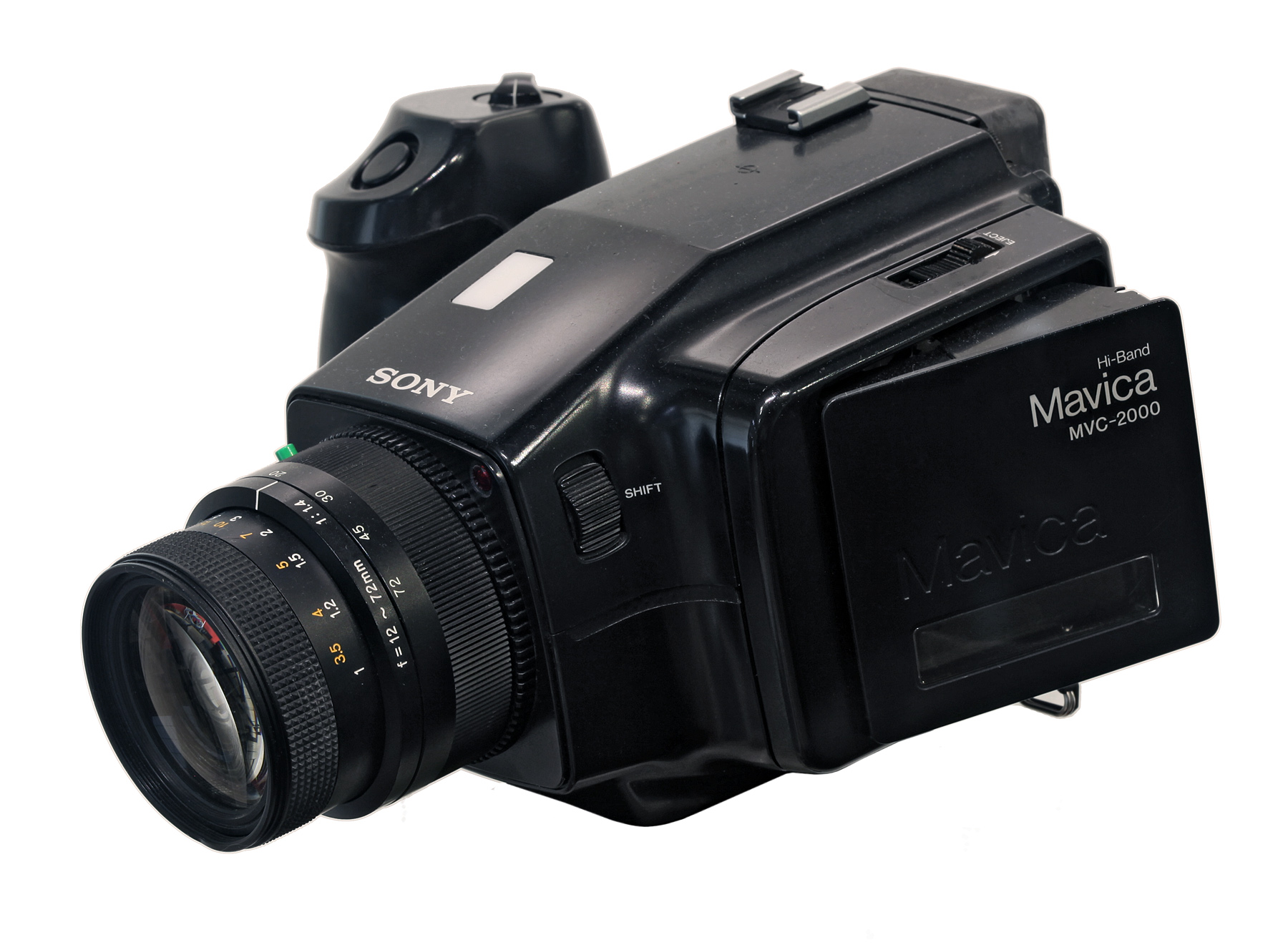
Mavica MVC 2000, un modelo analógico de finales de la década de los 80.

- Sony MAVICA (1981) (Mavipak 2.0 "VF, diseño SLR, 3 lentes, varios prototipos)
- Sony Mavica MVC-A7AF (1987) (Mavipak 2.0 "VF)
- Sony ProMavica MVC-2000 1989) (Mavipak 2.0 "Hi-VF)
- Sony Hi-Band Mavica MVC-C1 (1988) (Mavipak 2.0 "Hi-VF)
- Sony Hi-Band Mavica MVC-A10 (1989) (Mavipak 2.0 "Hi-VF)
- Sony ProMavica MVC-2010 (1990) (Mavipak 2.0 "VF Hi-VF)[10]
- Sony ProMavica MVC-5000 (1990) (Mavipak 2.0 "VF, diseño SLR, varias lentes)
- Sony ProMavica MVC-7000 (1992) (Mavipak 2.0 "Hi-VF, diseño SLR, 5 lentes, 2 adaptadores de lentes)

### Cámaras digitales con almacenamiento en disquete de 3.5"

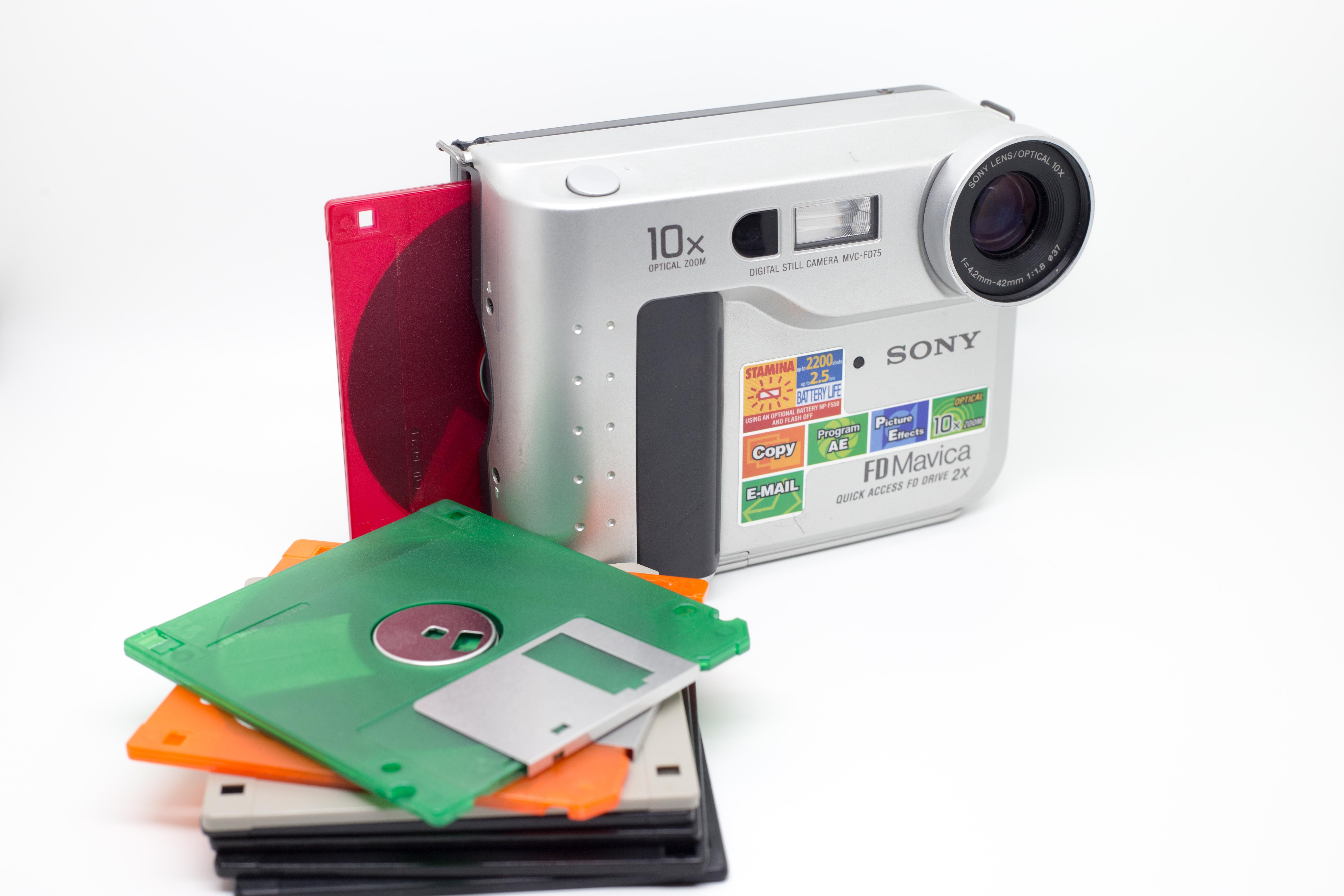
Sony Mavica MVC-FD75 con disquetes

- Sony Digital Mavica MVC-FD5 (finales de 1997, principios de 1998, lente de distancia focal fija)
- Sony Digital Mavica MVC-FD7 (finales de 1997, principios de 1998, lente de zoom óptico 10 ×)
- Sony Digital Mavica MVC-FD51 (mediados de 1998, lente de distancia focal fija)
- Sony Digital Mavica MVC-FD71 (mediados de 1998, lente con zoom óptico de 10 ×)
- Sony Digital Mavica MVC-FD73 (1999) (lente zoom óptico 10 ×, imágenes fijas de 640x480, CCD de 0.3 megapíxeles)
- Sony FD Mavica MVC-FD75 (2001) (lente zoom óptico 10 ×)
- Sony Digital Mavica MVC-FD81 (1998) (Primera cámara mavica que captura video en 162x112 durante 60 segundos o 320x240 durante 15 segundos en 16 cuadros por segundo, con 1024x768 imágenes comunes)
- Sony Digital Mavica MVC-FD83 (1999) (1024x768 imágenes fijas, 320x240 a 16 fps de video MPEG-1 de hasta 15 s)
- Sony Digital Mavica MVC-FD85 (imágenes fijas de 1280x960, video de 320x240 a 16 fps MPEG-1 de hasta 15 s)
- Sony FD Mavica MVC-FD87 (2001) (zum digital de 6x: óptica 3x, tamaño máximo de imagen de 1280 x 960, CCD de 1.3 megapíxeles)
- Sony Digital Mavica MVC-FD88 (1999) (zoom óptico 8x, imágenes fijas de 1280x960, video MPEG-1 de 320x240 a 16 fps hasta 15s)
- Sony Digital Mavica MVC-FD90 (igual que MVC-FD80 con escalamiento ascendente, toma de flash externa y enfoque manual disponible. Imágenes fijas de 1280x960 (ampliación a 1472x1104), 320x240 a 16 fps de video MPEG-1 de hasta 15 s)
- Sony Digital Mavica MVC-FD91 (1999) (zoom óptico 14 ×)
- Sony FD Mavica MVC-FD92 (2001)
- Sony Digital Mavica MVC-FD95 (2000)
- Sony FD Mavica MVC-FD97 (2001) (zoom óptico 10 ×, disquete de velocidad 4 × y ranura para Memory Stick, similar a MVC-CD1000)
- Sony FD Mavica MVC-FD100 (2002) (Disquete y Memory Stick)
- Sony FD Mavica MVC-FD200 (2002) (igual que el anterior, pero 2MP)

### Cámaras digitales con almacenamiento en disco compacto de 8 cm
- Sony CD Mavica MVC-CD200 (2001)
- Sony CD Mavica MVC-CD250 (2002)
- Sony CD Mavica MVC-CD300 (2001)
- Sony CD Mavica MVC-CD350 (2003)

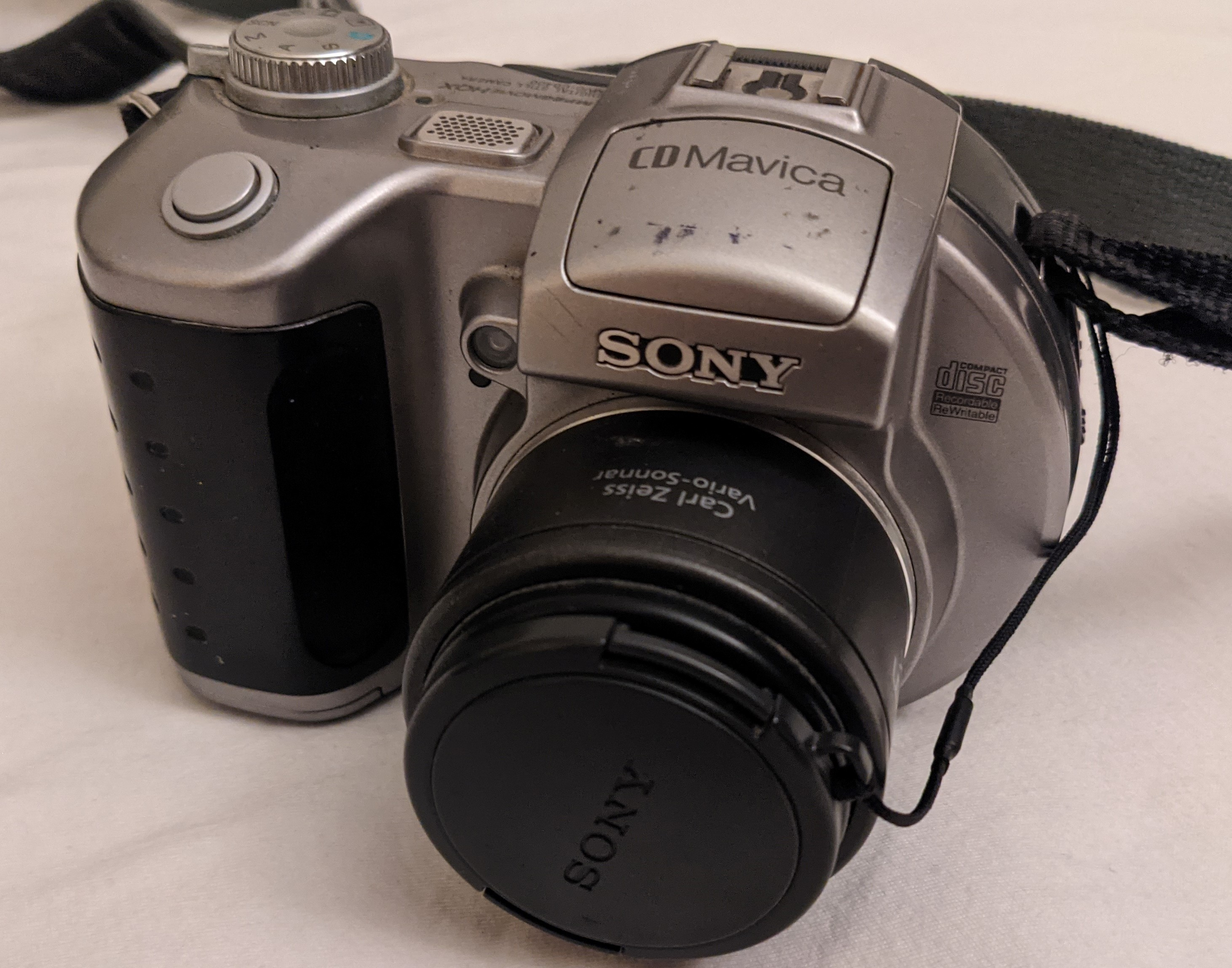
Sony Mavica CD400, vista frontal

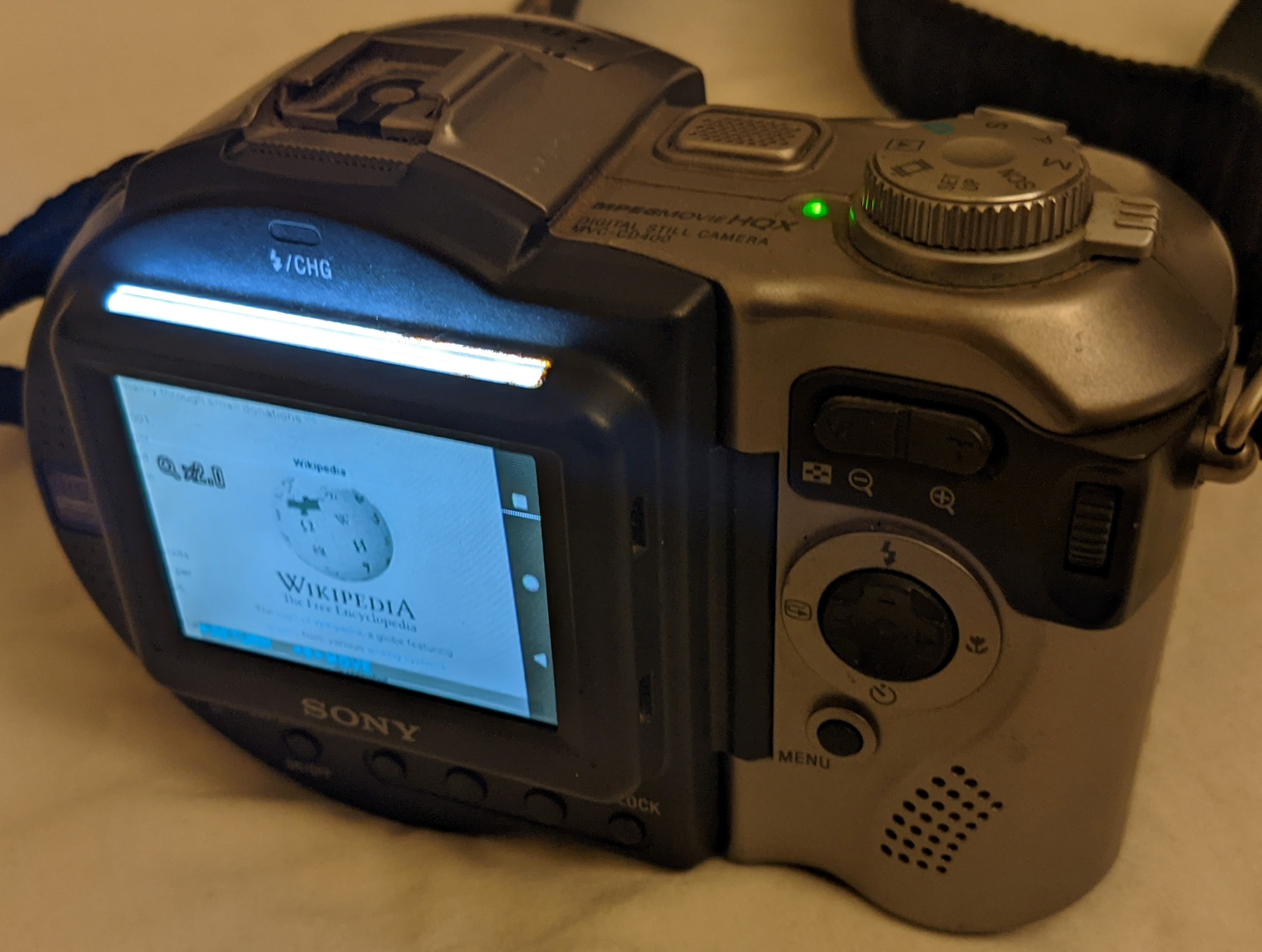
Sony Mavica CD400, vista trasera

- Sony CD Mavica MVC-CD400 (2002) (First Mavica utiliza el enfoque automático de baja luz "Hologram AF" asistido por láser)
- Sony CD Mavica MVC-CD500 (2003)
- Sony Mavica MVC-CD1000 (2000)

### Adaptadores digitales de captura de imágenes fijas MaviCap
- Sony MaviCap MVC-FDR1 (almacenamiento en disquete de 3.5")
- Sony MaviCap MVC-FDR3 (almacenamiento en disquete de 3.5")

## Cámaras de concepto similar
Había otras cámaras digitales que usaban el almacenamiento en disco como medio de memoria.
- Sony Hi-MD Photo MZ-DH10P, una cámara digital / reproductor de audio que usa Hi-MD MiniDisc-Format
- Panasonic PV-SD4090, una cámara digital que usó SuperDisk (LS120).
- Iomega Zipcam, una cámara digital prototipo mostrada en Comdex 1999 que usa discos Zip de 100 MB
- Agfa ePhoto CL30 Clik! Utiliza Clik de Iomega (más tarde PocketZip) tecnología de disco